# გ
Das Gan (გ) ist der dritte Buchstabe des georgischen Alphabets. Der Buchstabe stellt den Laut [⁠g⁠] dar und wird im Deutschen mit dem Buchstaben G transkribiert.
Heute wird im Mchedruli-Alphabet nur noch das გ verwendet. Im historischen Chutsuri-Alphabet gab es noch den Großbuchstaben Ⴂ; das kleingeschriebene Pendant dazu war das ⴂ.
Es war dem Zahlenwert 3 zugeordnet.

## Zeichenkodierung
Das Gan ist in Unicode an den Codepunkten U+10D2 (Mchedruli) bzw. U+10A2 (Chutsuri-Großbuchstabe) und U+2D02 (Chutsuri-Kleinbuchstabe) zu finden.